# 청소노동자

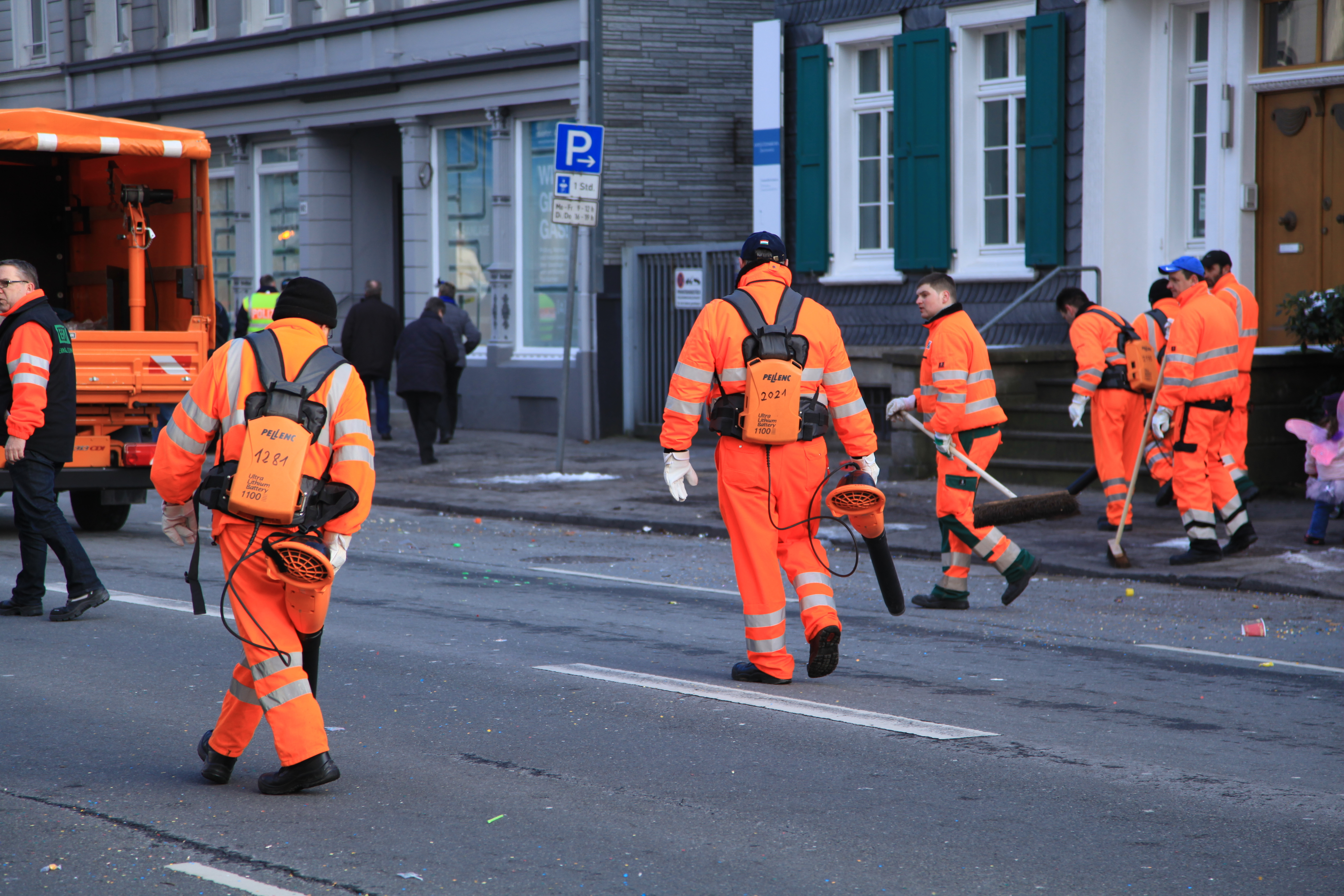
독일 부퍼탈의 카니발 대회에서의 뒷청소

청소노동자(淸掃勞動者, 영어: cleaner, cleaning operative)는 청소하는 일을 직업으로 하는 노동자로, 직상수급인인 청소용역업체가 도급인과 계약을 맺어 직상수급인 자신이 맡은 일을 스스로 하거나, 하청에 전부 또는 일부를 위탁함으로써 성립된다. 정식 명칭은 청소용역노동자(淸掃用役勞動者)이며, 청소부(淸掃婦) 혹은 환경미화원(環境美化員) 이라고도 부른다. 보통은 차도, 인도 거리나 공공건물, 학교, 병원, 사무실, 아파트를 청소하는 일을 맡는다.

## 고용형태
- 청소용역업체의 정규 노동자로 채용되어 필요한 업체를 잠시 방문하여 청소를 하는 경우: 창문청소, 배관 청소등의 형태이다.
- 청소를 정기적으로 필요로 하는 건물이나 시설에서 정규직으로 고용하는 경우(직접고용, 국회 청소노동자 직접 고용 전환사례)
- 청소를 정기적으로 필요로 하는 건물이나 시설이 용역업체와 계약을 맺어서 용역업체에 속한 비정규직들이 시설에 출퇴근하여 청소를 하는 경우(홍익대학교 등의 사례)

## 간접고용 비정규직 노동자들의 노동인권문제
2000년대 이후 대한민국에서는 길거리 청소나 대학교, 공공건물 등의 청소를 용역업체와 계약하여 청소를 하는 경우가 많다. 사용사업주(일하는 사업장)과 고용사업주(소속된 사업장)가 다른 간접교용 비정규직으로 일하는 청소노동자의 처우가 논란이 되고 있다. 청소노동자를 교직원식당에 출입하지 못하게 하여 차별을 받는 경우도 있다.

## 직접고용 전환
국회에선 2017년 간접고용 비정규직들을 근로계약기간의 정함이 없는 무기계약직으로 직접고용하였다. 1인당 월평균 20만원의 처우개선 비용을 사용하여, 2017년 5.5% 임금인상, 136만원 내외 복지제도라는 처우개선이 이루어졌다.

## 같이 보기
- 도급
- 집안일
- 청소
- 쓰레기 수집